# Virgínia de Médici
Virgínia de Médici (em italiano:  Virginia de' Medici; Florença, 29 de maio de 1568 – Módena, 15 de janeiro de 1615) foi uma filha ilegítima de Cosme I da Toscana e de Camilla Martelli. Foi Duquesa de Módena e Régio pelo seu casamento com César d'Este.

## Biografia
Virgínia nasceu dois anos antes de seus pais terem casado. Foi a única filha do casamento dos pais e, em 1581, foi prometida em casamento a Francisco Sforza di Santa Fiora, mas este, em vez disso, escolheu tornar-se Cardeal recebendo o chapéu cardinalício do Papa Gregório XIII.
Em 6 de fevereiro de 1586 Virginia casou com César d'Este, Duque de Módena, filho de Afonso d'Este, Marquês de Montecchio, e de Júlia Della Rovere. O casal teve dez filhos, dos quais três filhos e uma filha tiveram geração.
Virgínia morreu em 15 de janeiro de 1615; alguns dizem que ela teria sido envenenada pelo marido.

## Casamento e descendência
Do casamento de Virgínia de Médici e César d’Este nasceram 10 crianças:
1. Júlia (Giulia) (1588-1645), sem aliança;
2. Afonso (Alfonso) (159-1644), que sucedeu ao pai como duque de Módena e Réggio em 1628 como Afonso III, com geração;
3. Laura (Laura) (1594-1630), casou com Alexandre I Pico, duque de Mirandola, com geração;
4. Luís (Luigi) (1593/4-1664), Senhor de Montecchio e Scandiano, com geração;
5. Catarina (Caterina) (1595-1618), sem aliança;
6. Hipólito (Ippolito) (1599-1647), sem aliança;
7. Nicolau (Niccolo) (1601-1640), casou com Sveva d'Avalos, sem geração;
8. Borso (Borso) (1605-1657), casou com Hipólita d'Este (filha de seu irmão Luís) com geração;
9. Foresto (Foresto) (1606-1639/1640);
10. Ângela Catarina (Angela Caterina) (died 1651), freira.